# The Osbournes
The Osbournes (talvolta tradotto come Gli Osbourne) è un programma televisivo statunitense premiato con l'Emmy Award trasmesso sia in Italia che negli Stati Uniti da MTV. Il primo episodio è andato in onda il 5 marzo 2002 e, nella sua prima stagione, è stata la serie più vista su MTV.

## Format e personaggi
I protagonisti dello show sono i componenti della famiglia di Ozzy Osbourne, sua moglie Sharon e i figli Kelly e Jack. L'altra figlia Aimee si è rifiutata di partecipare al programma. Vengono mostrate le giornate tipo della famiglia, tra lusso sfrenato, problemi con la droga, ma anche normalità e momenti intimi; ad esempio la battaglia di Sharon contro il cancro e un serio incidente di Ozzy. La serie è stata spesso criticata per l'uso del linguaggio volgare, in parte censurato dall'emittente (anche se in alcuni paesi è stata trasmessa integralmente).
Parallelamente al successo della serie, Kelly ha iniziato una carriera come cantante di moderato successo, mentre Sharon ha condotto regolarmente un talk show, The Sharon Osbourne Show. Jack, infine, si è dato alla produzione in campo musicale.
La famiglia compare nel film Austin Powers in Goldmember che fa la parodia del programma. La canzone della sigla è una cover di una canzone di Ozzy Osbourne, Crazy Train, riadattata in stile jazz e swing da Pat Boone.
In Italia gli episodi sono trasmessi da MTV Italia, sia in lingua originale a notte inoltrata, che doppiati, in prima o seconda serata.

## Puntate
| Stagione         | Episodi | Prima TV originale | Prima TV Italia |
| ---------------- | ------- | ------------------ | --------------- |
| Prima stagione   | 10      | 2002               | 2002            |
| Seconda stagione | 22      | 2003               |                 |
| Terza stagione   | 10      | 2004               |                 |
| Quarta stagione  | 10      | 2005               |                 |

## Doppiaggio italiano
| Personaggio     | Doppiatore italiano                              |
| --------------- | ------------------------------------------------ |
| Ozzy Osbourne   | Saverio Moriones                                 |
| Sharon Osbourne | Cristina Noci                                    |
| Kelly Osbourne  | Myriam Catania (st. 1) Letizia Scifoni (st. 2-4) |
| Jack Osbourne   | Alessandro Tiberi                                |

## Galleria d'immagini

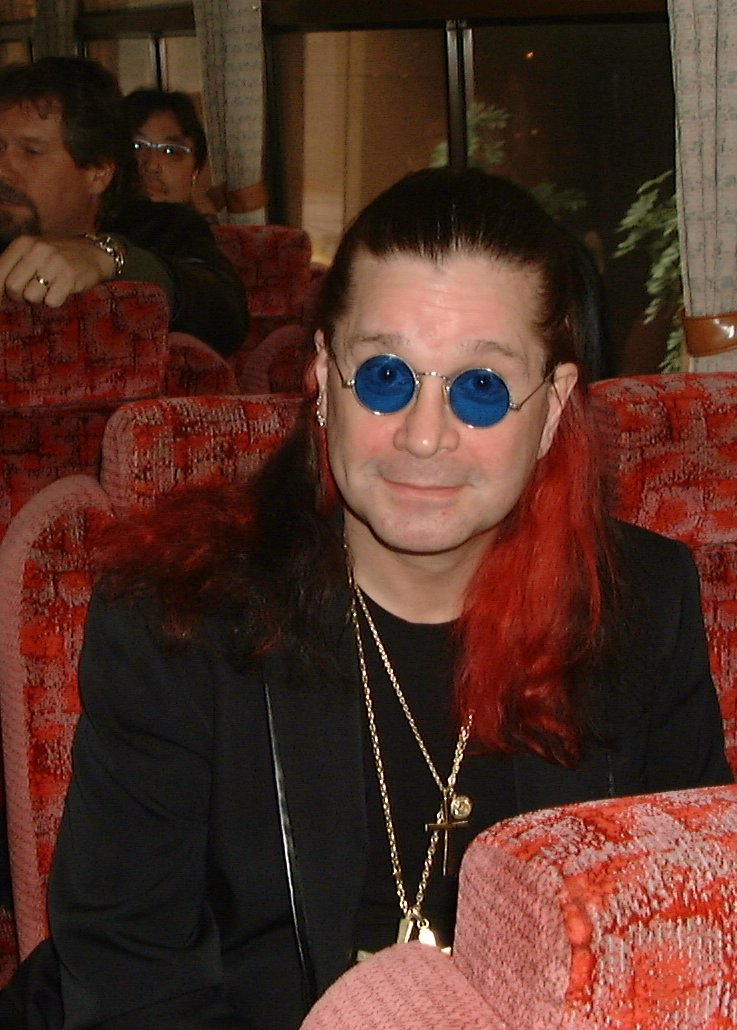
Ozzy
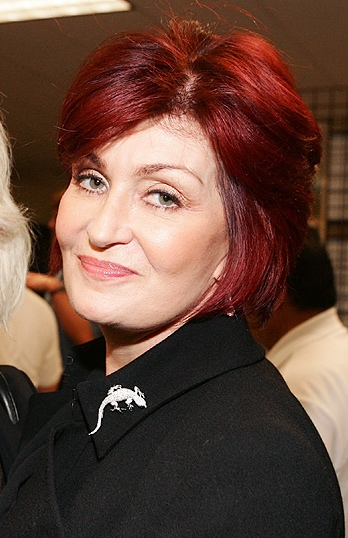
Sharon
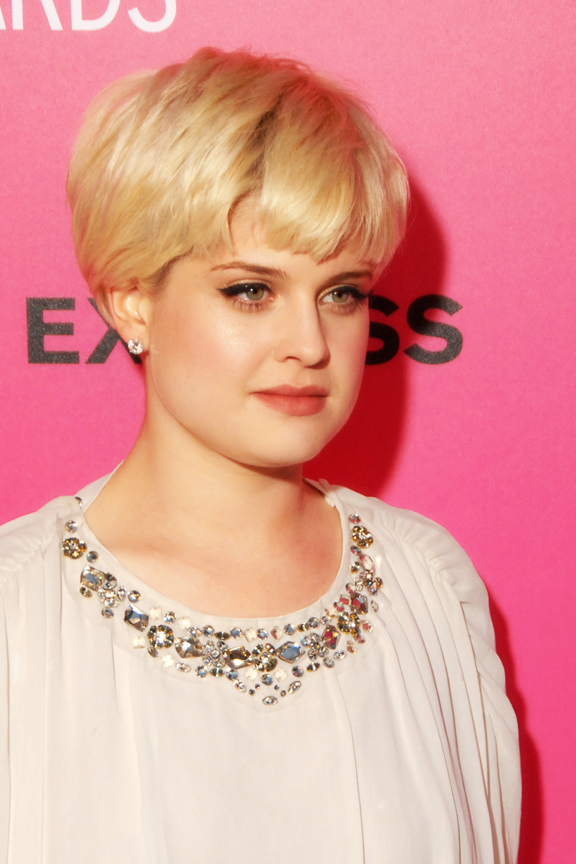
Kelly
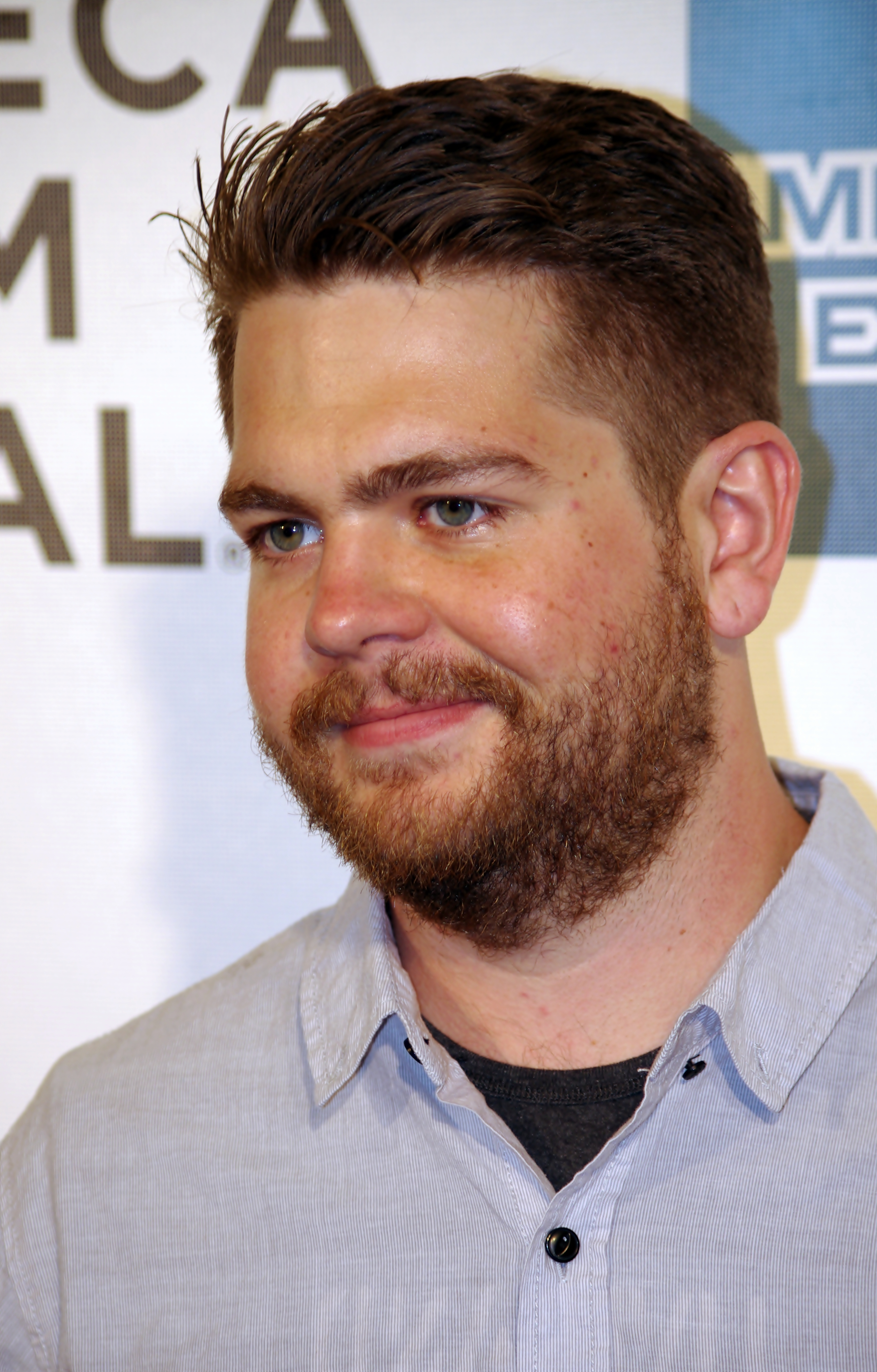
Jack